# Now What
Now What è il secondo album discografico in studio della cantautrice statunitense Lisa Marie Presley, pubblicato nel 2005.

## Tracce
1. I'll Figure It Out (Perry, Presley) – 3:28
2. Turbulence (Lockwood, Presley) – 3:56
3. Thanx (Perry, Presley) – 4:26
4. Shine (featuring Pink) (Perry, Presley) – 4:10
5. Dirty Laundry (Henley, Kortchmar) – 4:28
6. When You Go (Penaloza, Presley) – 4:11
7. Idiot (Perry, Presley) – 4:09
8. High Enough (Perry, Presley) – 4:36
9. Turned To Black (arrangiamenti archi di David Campbell)(Lockwood, Presley, Rosse) – 5:27
10. Raven (Perry, Presley) – 5:03
11. Now What (arrangiamenti archi di David Campbell)(Perry, Presley) – 3:54

## Classifiche
| Classifica                  | Posizione raggiunta |
| --------------------------- | ------------------- |
| Stati Uniti (Billboard 200) | 9                   |